# إريك ريس
إريك ريس (بالإنجليزية: Eric Reiss) هو مبرمج أمريكي، ولد في 1954.